# Per Wikström (simmare)
Per "Pelle" Wikström, född 29 juni 1961 i Borlänge, är en svensk före detta simmare som deltog vid olympiska sommarspelen 1980.
Wikström ingick i det svenska lag som tog VM-brons på 4x100 meter frisim vid världsmästerskapen i simsport 1982. Han är far till de svenska simmarna Christoffer och Sebastian Wikström.